# زاهراد

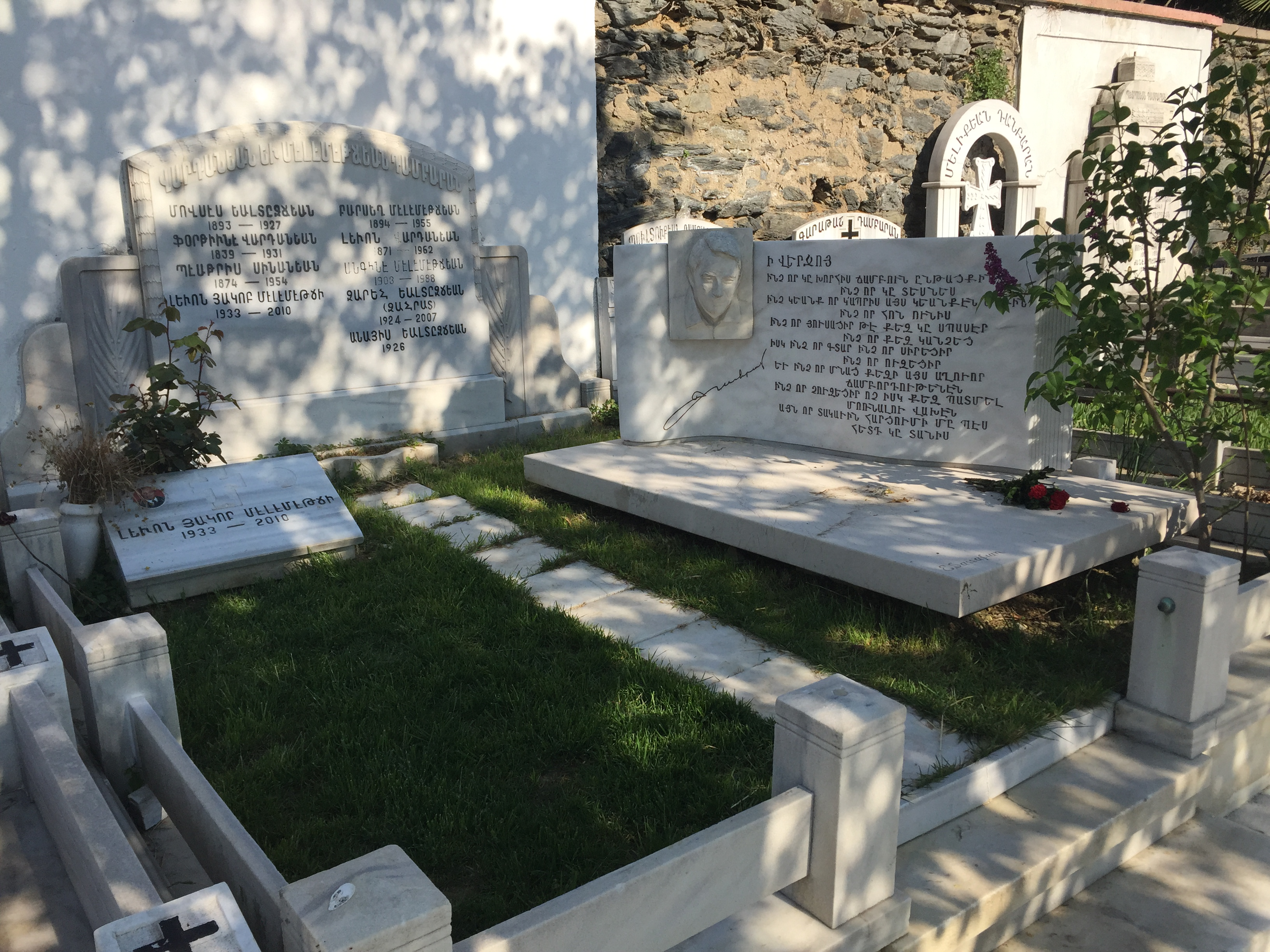

زاره یالدیزچیان (ارمنی: Զարեհ Յալտըզճյան؛ با نام ادبی زاهراد ارمنی: Զահրատ؛ ۱۰ مه ۱۹۲۴–۲۱ فوریه ۲۰۰۷)، شاعر و روزنامه‌نگار ارمنی بود.

## زندگی
زاره یالدیزچیان در سال ۱۹۲۴م در شهر استانبول متولد شد. پس از اخذ دیپلم دبیرستان، زاره وارد دانشکدهٔ پزشکی استانبول می‌شود. وی که شیفته ادبیات و شعر بود تحصیلات پزشکی را پس از سه سال نیمه تمام رها کرد و به مشاغل فروشندگی و تجارت دست می‌زند. وی مسئول بخش ادبی روزنامه «مرمره» چاپ استانبول و سردبیر «گاهنامه سان» بوده‌است. زاهراد فعالیت ادبی خود را از سال‌های ۱۹۴۰م آغاز کرد. شعرهای این شاعر به زبان‌های انگلیسی و یونانی ترجمه شده‌است. زاهراد در ۲۰ فوریه ۲۰۰۷ در استانبول در سن ۸۳ سالگی درگذشت. نزدیک به ۱۵ مجموعه شعر از او به جای مانده‌است.

## شعری از زاهراد به نام (به جایش)
| هر چه می‌خواستی، می‌دادم - عشق اگر می‌خواستی        |  | ارزانی ات می‌کردم دریا دریا                      |
| نوازش اگر می‌خواستی                               |  | با مهر بی کرانه می کشیدمت در بر                 |
| نور اگر می‌خواستی                                 |  | خورشیدها به زیر پایت می‌گستردم                   |
| یا اگر که آرامش طلب می‌کردی                       |  | بر آسمان گذرگاهت، هزار آذین از قوس و قزح می‌بستم |
| هر چه می‌خواستی، می‌دادم                           |  | هر آنچه که هنوز می‌توانی خواست                   |
| امید اگر که می‌خواستی                             |  | بهانه، یا رؤیا، من خود آنچنان لبریزم از این‌ها   |
| که نه تنها تو را که کهکشانی را سرشار می‌توانم کرد |  | می گفتمت:- بر گیر! هر چه می‌خواهی                |
| هر چه می‌توانی، بیش، بیش تر…                      |  | به جایش، آزادی - آزادی ام می‌دادی                |

## شعری از زاهراد به نام (شهر بزرگ)
| هر چیزی بزرگ است در شهر بزرگ |  | لذت:بزرگ - درد:بزرگ          |
| مثل ساختمان‌ها و خیابان‌ها     |  | آن‌ها که انسان‌های کوچکی هستند |
| در شهر بزرگ                  |  | هرگز آسوده نباید باشند       |

## آثار
- ۱۹۶۰ - شهر بزرگ
- ۱۹۶۸ - مرزهای رنگی
- ۱۹۷۱ - آسمان نیک
- ۱۹۷۶ - خاک سبز